# Cirolana crenata
Cirolana crenata är en kräftdjursart som först beskrevs av Bowman och Franz 1982.  Cirolana crenata ingår i släktet Cirolana och familjen Cirolanidae. Inga underarter finns listade i Catalogue of Life.